# Tomanj
Tomanj (Servisch cyrillisch Томањ) is een plaats in de Servische gemeente Krupanj. De plaats telt 433 inwoners (2002).